# توماس پورتوس
توماس پورتوس (به انگلیسی: Thomas Porteous) بازیکن فوتبال زادهٔ ۱۸۶۴ اهل انگلستان بود که سابقهٔ بازی در تیم ملی فوتبال انگلستان را در کارنامهٔ خود دارد. وی در تاریخ ۷ مارس ۱۸۹۱ تنها بازی ملی خود را در مقابل تیم ملی فوتبال ولز انجام داد.